# Оттілія фон Гете
Оттілія-Вільгельміна-Ернестіна-Генрієтта фон Гете (нім. Ottilie Wilhelmine Ernestine Henriette von Goethe, до шлюбу баронеса Оттілія фон Погвіш (Ottilie von Pogwisch); (31 жовтня 1796 , Данциг, Західна Пруссія  — 26 жовтня 1872 , Веймар )) — німецька письменниця, редакторка, видавниця, світська особа.

## Родина
Батько, Вільгельм-Юліус фон Погвіш, належав до гольштейнського дворянського роду, мати Генрієтта — уроджена графиня Генкель-Доннерсмарк.
Оттилія вступила в шлюб з Августом Гете, сином Йоганна Вольфганга Гете, 17 червня 1817 року. У шлюбі народила трьох дітей:
- Вальтер-Вольфганг фон Гете (1818—1885),
- Вольфганг-Максиміліан фон Гете (1820—1883) та
- Альма фон Гете (1827—1844).

Протягом 15 років Оттілія проживала у веймарському будинку Гете і завдяки своєму гострому розуму отримала визнання у старшого Гете. 1829 року вона заснувала газету «Хаос», де публікувалися роботи Гете, а також веймарських друзів Оттілії та інших знаменитостей. Під одним дахом із Гете протягом 10 років проживала і сестра Оттілії Ульріка.
Чоловік Оттілії помер 1830 року в Італії, Гете — 1832 року. Заповіт свекра позбавив Оттілію фінансової спроможності повторно одружитися. Тому вона багато подорожувала. У 1835 році Оттілія фон Гете народила у Відні позашлюбну доньку Анну Сторі від англійського офіцера.
1840 року Оттілія фон Гете перебувала серед відомих діячів того часу Карла фон Гольтея, Франца Грільпарцера, Людвіга Августа Франкля фон Хохварта, Едуарда фон Бауернфельда, Едуарда фон Фейхтерслебена і Франца фон Шобера.
16 червня 1841 року Оттілія фон Гете повернулася до Веймара, а в 1843—1844 роках знову переїхала до Відня.